# Derry Moore (12e comte de Drogheda)
Henry Dermot Ponsonby Moore, 12e comte de Drogheda (né en 1937), est un photographe britannique connu professionnellement sous le nom de Derry Moore. Il hérite du titre de comte de Drogheda de son père, Charles Moore (11e comte de Drogheda) (1910 - 1989). Sa mère est Joan Eleanor Carr (décédée en 1989). Il utilise le titre de courtoisie vicomte Moore de novembre 1957 à décembre 1989.

## Éducation et carrière
Lord Drogheda est né dans une famille aristocratique anglo-irlandaise et fait ses études au Collège d'Eton puis étudie la peinture à l'école d'Oskar Kokoschka à Salzbourg, en Autriche . Après avoir brièvement travaillé comme agent de voyages à New York, il suit des cours de photographie auprès du photographe britannique Bill Brandt.
Il commence sa carrière professionnelle en 1973, avec une commande du magazine américain Architectural Digest . Il photographie la princesse de Galles, le prince William et le prince Harry en 1992. Son portrait, pris au palais de Kensington, est utilisé par la princesse sur ses cartes de Noël cette année-là .
Lord Drogheda photographie la reine Élisabeth II, la reine Elizabeth la reine mère, Indira Gandhi, Ronald Reagan, David Bowie, Iman, Benedict Cumberbatch et Helena Bonham Carter, ainsi que de nombreuses autres personnalités ,.
Lord Drogheda est aujourd'hui un photographe de premier plan d'intérieurs architecturaux et un illustrateur de livres, et fait publier des portraits dans Country Life et Vogue. Il a trente-sept portraits dans la collection de la National Portrait Gallery.

## Livres
- Chambres (Rizzoli, 14 novembre 2006, (ISBN 0-8478-2826-3) )
- Notting Hill (Frances Lincoln, 1er novembre 2007, (ISBN 0-7112-2739-X) )
- In House (Rizzoli, 1er octobre 2009, (ISBN 0-8478-3349-6) )
- An English Room (Prestel, 17 septembre 2013, (ISBN 9780297788904) ) [5]

## Vie privée
Lord Drogheda est marié à:
- Eliza Lloyd (décédée le 7 mai 2008). Elle est la fille unique de Stacy Barcroft Lloyd Jr. et sa première épouse, Rachel Lambert ; une belle-fille du banquier et collectionneur d'art américain Paul Mellon ; et une arrière-petite-fille de Jordan Wheat Lambert, co-inventeur du rince-bouche Listerine . Ils se marient le 15 mai 1968 et divorcent en 1972 [6]. Ils n'ont pas d'enfants et elle ne s'est pas remariée.
- Alexandra Nicolette Henderson, la fille du diplomate britannique Sir Nicholas Henderson et de son épouse, Mary Barber (née Cawadias). Ils se marient à Paris en 1978 et ont trois enfants: Benjamin Garrett Henderson Moore, vicomte Moore (né en 1983), L'honorable Garrett Alexander Moore (né en 1986) et Lady Marina Alice Moore (née en 1988). En tant qu'Alexandra Henderson, Lady Drogheda est productrice et rédactrice dans les départements des nouvelles et des affaires courantes de la BBC, BBC1 et Talent TV   .